# Gamma Equulei
Gamma Equulei (γ Equ / 5 Equulei / HD 201601) es una estrella de magnitud aparente +4,71, la tercera más brillante en la constelación de Equuleus después de Kitalpha (α Equulei) y δ Equulei.
Se encuentra a 118 años luz de distancia del sistema solar. 
Gamma Equulei es una estrella binaria cuya componente principal es una estrella peculiar de tipo espectral A9p.
Tiene una temperatura efectiva de 7620 K, una luminosidad 12 veces mayor que la luminosidad solar y una metalicidad ligeramente superior a la del Sol ([Fe/H] = +0,07).
Su diámetro es 2,1 más grande que el diámetro solar.
Con una masa de 1,80 masas solares, su edad se estima en ~ 980 millones de años.
Gamma Equulei fue la sexta estrella Ap de oscilaciones rápidas (roAp) descubierta, siendo conocido su notable campo magnético desde 1958.
Este varía con un período de ~ 72 años, variación cíclica que se ha atribuido a la rotación estelar, a un ciclo magnético semejante al del Sol, o a la precesión producida por su compañera binaria. Hoy se piensa que es la rotación la causante de la variación del campo magnético, por lo que el período magnético deber ser igual al período de rotación. La presencia de líneas de absorción muy agudas en su espectro —típicas en estrellas de lenta rotación— apoyan esta explicación.
Por otra parte, es una variable Alfa2 Canum Venaticorum, habiéndose identificado siete distintos períodos de pulsación desde el descubrimiento del primero de 12,5 minutos.
La acompañante de Gamma Equulei es una estrella de magnitud +8,2 separada visualmente de ella unos 2 segundos de arco.
Probablemente es una enana de tipo G9-K0 que orbita al menos a 54 UA de su brillante compañera, empleando más de 250 años en dar una vuelta completa.